# 埃内斯托·拉克劳
埃内斯托·拉克劳（西班牙語：Ernesto Laclau，西班牙語發音：[laˈklaw]；1935年10月6日—2014年4月13日），出生于阿根廷布宜诺斯艾利斯，政治哲学家、后马克思主义的代表人物、艾塞克斯大学教授。曾就读于布宜诺斯艾利斯大学，1966年阿根廷军事政变后前往英国，就读于牛津大学。1970年代毕业后在艾塞克斯大学政治系任教。
他因与尚塔尔·墨菲合著的《领导权与社会主义的策略——走向激进民主政治》（Hegemony and Socialist Strategy）而受到普遍关注。

## 生平
拉克劳在布宜諾斯艾利斯大學攻讀歷史。1969年前，是國民左翼社會黨（PSIN）的成員，直到英國歷史學家艾瑞克·霍布斯邦支持他進入牛津大學為止。 他與霍爾赫·阿貝拉爾多·拉莫斯（Jorge Abelardo Ramos）有著密切的聯繫，後者是國民左翼社會黨的創始人。然而，2005年，拉克劳表示Ramos已經朝他不認同的方向發展。 同次訪問中，他聲稱自己來自伊里戈延主義者家庭，而庇隆主义政治家阿圖羅·豪雷切（Arturo Jauretche）是他父親的密友，豪雷切是1930年代臭名昭著的十年期間胡斯托獨裁政權的強烈反對者。
晚年，拉克勞與阿根廷社會主義聯盟（西班牙語：Confederación Socialista Argentina）有著密切的聯繫。 阿根廷，他與庇隆主义有關聯。
2014年，在賽維亞，心臟病逝。

### 學術成就
拉克劳的早期作品受到了阿圖塞馬克思主義的影響，關注1970年代馬克思主義圈子中爭論的議題，例如國家的角色、資本主義的動力、建立群眾運動的重要性以及革命的可能性。拉克劳最重要的著作是他在1985年與尚塔尔·墨菲合著的《领导权与社会主义的策略——走向激进民主政治》。該書的立場通常被認為後馬克思主義，因為該作拒絕了
（a）馬克思主義的經濟決定論，以及
（b）認為階級鬥爭是社會中最重要的對立。
2001年，第二版的導言中，拉克劳和·墨菲談到了這個標籤。他們表示，雖然他們是“後”馬克思主義者，但他們也是後“馬克思主義者“： 他們的工作雖然是從傳統西方馬克思主義中脫離出來的，但保留了類似的關注和思想。在《领导权与社会主义的策略》中，拉克劳和墨菲認為左翼運動需要與各種不同的團體建立聯盟，才能成功建立左翼的“領導權”。該書的最後一章中，提倡一種“激進和多元的民主”：是一種民主體制，其中主體接受自由和平等價值的重要性，但在這些術語的含義上繼續戰鬥。
在《领导权与社会主义的策略》中，拉克劳和墨菲還提供了“論述”的建構主義解釋。通過借鑒晚期維根斯坦，他們主張社會實體只有通過語言和非語言的話語表達才能變得有意義。因此，某物的意義從不是預先給定的，而是通過社會實踐來構建的。拉克劳聲稱，從索緒爾更廣義的論述定義中得到支持。"通過論述……我指的不是僅僅限於言談和寫作領域的東西，而是一切元素的複雜組合，其中關係起著構成性的作用。這意味著元素不是在關係複合之前就存在的，而是通過關係複合而形成的。因此，'關係' 和 '客觀性' 是同義詞。索緒爾主張語言中沒有積極的術語，只有差異——某物之所以是某物，只是因為某物與其他某物的差異關係。"
此後，拉克劳使用這種對話語的解釋來重新考慮身份認同的本質，主張所有政治身份都是論述建構的——即使個體將其體驗為“自然本質”（甚至到身份未被識別為身份的程度）。
在《關於民粹主義的理性》（On Populist Reason）一書中，拉克劳考慮了政治話語中民粹主義的性質，如民粹霸權集團創建的「人民」，以及情感在政治中的重要性。拉克劳認為，民粹主義的基礎在於創建「空洞能指」（empty signifiers）：表達普遍正義觀念的詞語和思想，以及政治環境的象徵結構。與將民粹主義視為對民主的威脅的人不同，拉克劳認為民粹主義是民主的一個基本組成。

### 與齊澤克的關係
拉克劳因其與拉康式“無政府馬克思主義者”齊澤克長期對話聞名。兩人的對話至少可以追溯到1989年。1989年，拉克劳為齊澤克的第一本英文書籍（《意識形態的崇高客體》）寫了導言。一般咸認，齊澤克影響拉克劳接受拉康思想。而齊澤克的〈超越論述分析〉，提供了對拉克劳作品的精神分析批評。2000年，拉克劳、齊澤克和朱迪思·巴特勒出版了三人對話的書籍《偶然性、霸權、普遍性》（Contingency, Hegemony, Universality），其中每個人都以三篇文章進行回應。儘管齊澤克和拉克劳注意到兩人間的異同和相互尊重，但所有三位對話者間出現了重要的政治和理論分歧。在2000年代初的幾次爭論性出版物之後，拉克劳在《關於民粹主義的理性》（2005年）中寫道，齊澤克在政治上採取了一種“狂熱的極左立場，包裝在幼稚園的列寧主義中”，這使得他們之間的關係惡化。

## 作品
- Politics and Ideology in Marxist Theory (NLB, 1977)
- Laclau, Erneso; Mouffe, Chantal. . London: Verso Books. 2001 [1985]. ISBN 9781859843307.
- New Reflections on the Revolution of our Time (Verso, 1990)
- The Making of Political Identities (editor) (Verso, 1994)
- Emancipation(s) (Verso, 1996)
- Contingency, Hegemony, Universality (with Judith Butler and Slavoj Žižek) (Verso, 2000)
- Laclau, Ernesto. . Phronesis. London: Verso Books. 2005. ISBN 9781859846513.
- The Rhetorical Foundations of Society (Verso, 2014)